# بوراما کولیبالی
بوراما کولیبالی (انگلیسی: Bourama Coulibaly؛ زادهٔ ۲۱ اوت ۱۹۹۰) بازیکن فوتبال اهل مالی است.